# Диилл
Ди́илл Афи́нский (др.-греч. Δίυλλος; IV век до н. э.) — древнегреческий историк, сын аттидографа Фанодема. Известен как автор исторического труда из 26 книг, описывающего события в Греции и на Сицилии и являющегося продолжением «Истории» Эфора. Сочинение Диилла относится к периоду от Третьей Священной войны (357/356 года до н. э.) и до смерти Филиппа IV Македонского (297/296 год до н. э.). Труды Диилла дошли до нас очень фрагментарно и известны преимущественно в пересказах Плутарха и Диодора Сицилийского.